# 15. juni Fonden
15. juni Fonden er en dansk almennyttig fond. Den er stiftet i 1991 af Lise og Valdemar Kähler. De tilhørte familien Kähler som startede Rockwool International, og da Lise Kähler døde i 2008, arvede fonden som var hendes universalarving, 1.532.818 stk. A-aktier og 794.072 stk. B-aktier i Rockwool International. Det udgør 10,59 % af aktiekapitalen og 11,55 % af stemmerne i Rockwool.
15. juni er datoen som fonden blev stiftet og også Valdemar Kählers mors fødselsdag.
Fonden støtter områder inden for:
- Kunst og kultur
- Forskning og uddannelse
- Humanitære og sociale formål
- Den danske natur med dens flora og fauna
- Balancen mellem jagt- og naturinteresser

Fonden ejer Arboretet i Hørsholm. Den overtog Arboretet i 2016, og i 2018 flyttede Fonden ind i en nyopført kontorbygning i Arboretet.

## Fondens uddelinger
| Type                            | 2018  | 2018          | 2017  | 2017          |
| Type                            | antal | beløb         | antal | beløb         |
| ------------------------------- | ----- | ------------- | ----- | ------------- |
| Kunst- og kulturprojekter       | 75    | 18,1 mio. kr. | 79    | 10,4 mio. kr. |
| Humanitære og sociale projekter | 14    | 2,6 mio. kr.  | 20    | 1,7 mio. kr.  |
| Naturprojekter                  | 45    | 10,6 mio. kr. | 66    | 15,4 mio. kr. |
| Jagtprojekter                   | 3     | 0,8 mio. kr.  | 5     | 1,2 mio. kr.  |
| I alt                           | 137   | 32,1 mio. kr. | 169   | 28,6 mio. kr. |

| År                           | 2018 | 2017 | 2016 | 2015 | 2014 |
| ---------------------------- | ---- | ---- | ---- | ---- | ---- |
| Små 0 - 100.000 kr.          | 53   | 72   | 97   | 110  | 92   |
| Mellem 100.000-1.000.000 kr. | 82   | 95   | 119  | 79   | 97   |
| Store Over 1.000.000 kr.     | 2    | 2    | 7    | 8    | 4    |
| I alt                        | 137  | 169  | 223  | 197  | 193  |

Fondens egenkapital var pr. ultimo 2018 2,506 milliarder kr.

## Personer

### Stifterne
Fondens stiftere er Gerda Elisabeth Kähler, født Larsen (1918-2008), kaldet "Lise", og Carl Valdemar Kähler (1916-1999), kaldet Drengen. Lise Kähler overtog aktierne i Rockwool International som 15. juni Fonden senere arvede, i 1999 fra Valdemar Kähler efter hans død.

### Bestyrelsen
Bestyrelsen for 15. juni Fonden udgøres af:
- Formand: Helene Kähler Hjenner (bestyrelsesmedlem fra 2004)
- Næstformand: Niels Heering (bestyrelsesmedlem fra 2001)
- Medlem: Jens-Christian Svenning (bestyrelsesmedlem fra 2018)
- Medlem: Peter Engberg Jensen (bestyrelsesmedlem fra 2017)

Jette Baagøe, tidligere museumsdirektør ved Jagt- og Skovbrugsmuseet i Hørsholm var bestyrelsesmedlem 2009-2018.

## Projekter

### Naturpris
Fonden uddeler en naturpris på 200.000 kr. Den er gået til:
- 2020: Odderbæk Vandløbslaug for en "en vedholdende og kollektiv indsats for naturen" ved Odderbæk mellem Thyregod og Vesterlund i Vejle Kommune.[13]
- 2019: Peter Oxholm Tillisch, Rosenfeldt Gods for forbedring af naturforholdene på Knudshoved Odde ved Vordingborg.[14]
- 2018: Jersore Galloway ved Jytte Schaldemose og Erik Pedersen for pionerindsats med græsning af kødkvæg i naturområder (150.000 kr.), og Poul Martin Petersen for at sikre områder med hvid sækspore (en truet orkidé-art) med helårsgræsning med heste (75.000 kroner).[15]
- 2017: Hellerød Kær Naturplejeforening for naturpleje af et engareal på Thyholm (150.000 kroner).[16]